# Кечкемет (авиабаза)
Авиабаза Кечкемет (англ. Kecskemét Air Base), (ИКАО: LHKE) — военная авиабаза, расположенная вблизи одноименного города Кечкемет, медье Бач-Кишкун Венгрия; носит имя венгерского аса Второй мировой войны Дежё Сентдьёрди.

## Основные характеристики
Находится на высоте 376 футов (115 м) над уровнем моря. Состоит из одной ВПП, обозначенной как 12/30 с длиной полосы 2499 м и шириной 60 метров (8199 футов × 197 футов).
Авиационная база является основной авиабазой ВВС Венгрии и используется силами НАТО для организации контроля за воздушным пространством Европы. На авиабазе проводится ежегодное авиашоу.

## История
Начало строительства аэродрома в 1932 году. Окончено строительство — в 1937 году. В 1944 году аэродром играет важную роль в планах командования Люфтваффе. Во время Второй мировой войны аэродрому был нанесен значительный ущерб, восстановление продолжалось до 1948 года.
В 1952 году на аэродроме был размещен 927-й Кенигсбергский Краснознаменный ордена Александра Невского истребительный авиационный полк (330-я истребительная авиационная дивизия) на самолетах МиГ-15. В период с 15 марта по 20 ноября 1952 года полк занимался обучением лётчиков ВВС Венгрии полетам на самолетах МиГ-15.